# Conservatoire national des arts et métiers
Conservatoire national des arts et métiers (česky Národní konzervatoř umění a řemesel), zkráceně CNAM je francouzská veřejná vysoká škola technického zaměření se sídlem v Paříži v historické čtvrti Marais ve 3. obvodu. Škola založená v roce 1794 je určená především pro přípravu zaměstnanců v průmyslu a veřejných službách. Vedle hlavního pařížského sídla má škola na 150 kampusů v metropolitní Francii a zámoří a několik zahraničních center s celkovým počtem 90 000 studentů, především v Libanonu (3800 studentů), v Maghrebu a frankofonní Africe (4000) a také v Asii a Latinské Americe. Škola má minimálně jeden kampus v každém z 27 francouzských regionů. Na škole vyučuje 1119 stálých a 8 000 hostujících učitelů.

## Historie
Školu založil 10. října 1794 duchovní Henri Grégoire (1750–1831) v Paříži „pro zdokonalení národního průmyslu“. Conservatoire national des arts et métiers a École Polytechnique jsou dvě technické školy založené během Velké francouzské revoluce.
Abbé Grégoire se v roce 1795 stal spoluzakladatelem Francouzského institutu a v roce 1989 byly jeho ostatky u příležitosti 200. výročí Francouzské revoluce přeneseny do Pantheonu. Spoluzakladatelem školy se stal i matematik Alexandre-Théophile Vandermonde.
Škola byla umístěna v bývalém benediktinském převorství Saint-Martin-des-Champs. Dnes se zde nachází knihovna CNAM a Musée des arts et métiers.

## Poslání
Conservatoire national des arts et métiers je veřejná státní instituce vědeckého, kulturního a odborného charakteru, která má statut grand établissement. Patří do gesce ministerstva vyššího vzdělávání a má tři základní úkoly:
- celoživotní vzdělávání
- technologický výzkum a inovace
- šíření vědecké kultury a techniky

CNAM a jeho Musée des arts et métiers každoročně uspořádá na 350 přednášek, výstav a konferencí. Konferencí se účastní na 50 000 účastníků, muzeum navštíví 200 000 návštěvníků, digitální knihovna zaznamená přes 530 000 dotazů.

## Organizace výuky
Škola je od roku 2010 rozdělena na čtyři výuková a výzkumná centra, která zahrnují dvě oblasti rozdělené do sedmi okruhů:
- průmyslové vědy a informační technologie (měření, analýza a kvalita; inženýrství materiálů; inženýrství mechanických a elektrotechnických systémů; chemie, výživa, zdraví a životní prostředí; inženýrství staveb a energetiky; matematické inženýrství; informatika, elektronika, automatika a systémy)
- management a společnost (účetnictví, kontrola a audit; ekonomie, finance, bankovnictví a pojišťovnictví; management, inovace, prognostika; právo, práce, zdraví; práce, orientace v zaměstnání, vzdělávání; kultura, informace, technika a společnost; města a území)

Vzdělávání na škole probíhá na seminářích, kolokviích a konferencích zahrnujících všechny oblasti od čisté matematiky a teoretické fyziky přes gnozeologii až po humanitní vědy.

## Výzkum
Aplikovaný výzkum zahrnuje patenty, pokusy, licence, inovační postupy, přenos technologií, podnikový inkubátor aj. CNAM každoročně organizuje 23 výzkumných týmů, 25 habilitací, absolvuje zde 250 doktorandů a 900 diplomovaných inženýrů. Výzkum je ročně financován částkou 7 miliónů €.
Výzkum a další spolupráce probíhá s mnoha veřejnými institucemi (Commissariat à l'énergie atomique et aux énergies alternatives, Centre national d'études spatiales, Centre national de la recherche scientifique, Collège de France, École nationale d'administration, École normale supérieure, École Polytechnique, Institut national de la santé et de la recherche médicale, Institut national de recherche en informatique et en automatique, Pasteurův ústav, Laboratoire national de métrologie et d'essais, Lycée Louis-le-Grand, Pařížská observatoř, Office national d'études et de recherches aérospatiales) i soukromými společnostmi (Alcatel, Bull, Dassault, EDF, IBM, PSA Peugeot Citroën, Renault, Safran, Sanofi).

## Síť CNAM
CNAM zahrnuje celkem 150 výukových center v kontinentální i zámořské Francii a uskupených do 28 regionálních center a několik přidružených center v zahraničí – např. Libanon (od 1970), Španělsko (Zaragoza, od 2002), Německo (Darmstadt), Maroko, Švýcarsko, Haiti (ve spolupráci se Státní univerzitou Haiti), celkem se jedná o 32 partnerských zemí v Evropě, Maghrebu, Africe, na Blízkém východě, Asii a Latinské Americe.

## Osobnosti na CNAM
- Pierre Bézier – absolvent
- Léon Bourgeois, nositel Nobelovy ceny míru z roku 1920, prezident správní rady
- Nicolas Léonard Sadi Carnot – absolvent
- Paul Doumer – absolvent, francouzský prezident (1931-1932)
- Henri Fayol – ředitel
- Jean Ferrat – absolvent
- Stéphane Le Foll – absolvent
- Pierre-Louis Lions – profesor
- Alexandre Millerand – prezident správní rady, francouzský prezident (1920-1924)
- Louis Pasteur – absolvent
- Józef Rotblat, nositel Nobelovy ceny míru z roku 1995, profesor
- Jean-Baptiste Say – absolvent, profesor
- Alexandre-Théophile Vandermonde – spoluzakladatel, profesor

## CNAM v literatuře
Škola je zmiňována v několika románech:
- Honoré de Balzac, Lidská komedie, v novele La Maison du chat-qui-pelote, 1830
- Victor Hugo, Bídníci, 1862
- Gustave Flaubert, Bouvard a Pécuchet, 1881
- Umberto Eco, Foucaultovo kyvadlo, 1988
- Michel Butor, Icare à Paris ou les entrailles de l'ingénieur, 1992